# ACM Transactions on Multimedia Computing, Communications, and Applications
ACM Transactions on Multimedia Computing, Communications, and Applications is een internationaal, aan collegiale toetsing onderworpen wetenschappelijk tijdschrift over de techniek en vooral de software achter multimediasystemen. De naam wordt in literatuurverwijzingen meestal afgekort tot ACM Trans. Multimed. Comput. Comm. Appl. Het wordt uitgegeven door de Association for Computing Machinery.